# ديريك راندال
ديريك راندال (24 فبراير 1951 في المملكة المتحدة - ) (بالإنجليزية: Derek Randall)‏ هو لاعب كريكت بريطاني.

## وصلات خارجية
- ديريك راندال على موقع إي آس بي آن كريك إنفو (الإنجليزية)